# Col·legi Cardenalici

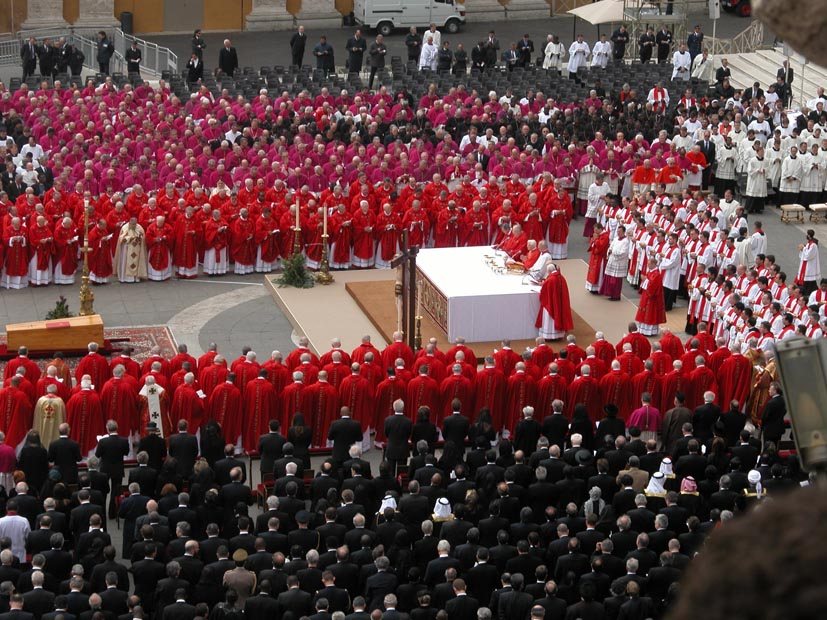
Funeral de Joan Pau II, el Col·legi Cardenalici (vestimenta vermella) ocupa les primeres files

El Col·legi Cardenalici o sacre col·legi és el cos de tots els cardenals de l'Església catòlica. Els seus membres són assessors i consellers del Papa. Durant el període de la seu vacant, a causa de la mort d'un papa i fins al nomenament d'un nou, el col·legi cardenalici constitueix l'autoritat suprema de l'Església i és l'organisme que regeix l'activitat de la Seu apostòlica i el govern de la Ciutat del Vaticà.
Una vegada passat el temps prescrit després de la mort del Papa, els cardenals electors, és a dir aquells que tinguessin menys de 80 anys al moment de morir l'últim Papa, es reuneixen darrere de portes tancades en el Conclave (cum clave = amb clau) per a triar al nou pontífex, generalment entre un dels seus propis membres, encara que no necessàriament sigui aquest un requisit per a ser escollit al papat.
Segons és tradició dels darrers dos segles, les reunions del Conclave per a l'elecció d'un papa tenen lloc a la Capella Sixtina del Vaticà, sota els frescos de Miquel Àngel el més famós fresc dels quals és el Judici Final que presideix la paret principal d'aquesta capella. Els cardenals electors, tots aquells que el dia que inicia la seu vacant (sigui per mort o per renúncia del summe pontífex) tinguin menys de vuitanta anys, assumeixen, d'una banda, el govern de l'Església, i per l'altra, la responsabilitat de triar al nou papa en el conclave.

## Composició del Col·legi Cardenalici (cardenals electors) al moment de la mort del papaJoan Pau II
En 2005, a la mort de Juan Pablo II, la llista dels cardenals electors convocats era integrada per 117 membres, encara que 2 d'ells, els cardenals Lachica Sin (Filipines) i Suárez Rivera (Mèxic) no van assistir al conclave per problemes de salut. Seguidament s'indiquen els seus noms (amb el seu bisbat, títol o diaconía, a més dels seus càrrecs actuals o emèrits) ordenats per zones del món i, dintre de cada zona, per data de naixença: 

### Amèrica Llatina
1. José Freire Falcāo (23 d'octubre 1925), cardenal del títol de S. Lucca a Via Prenestina, arquebisbe emèrit de Brasília (Brasil)
2. Miguel Obando Bravo, S.D.B. (2 de febrer 1926), cardenal del títol de S. Giovanni Evangelista a Spinaceto, arquebisbe emèrit de Managua (Nicaràgua)
3. Jorge Arturo Medina Estévez (23 de desembre 1926), cardenal diaca de S. Saba, protodiaca, bisbe emèrit de Valparaíso, prefecto emèrit de la Congregació per al Culte Diví i la Disciplina dels Sagraments (Xile)
4. Adolfo Antonio Suárez Rivera (9 de gener 1927), cardenal del títol de S. Maria de Guadalupe a Monte Mario, arquebisbe de Monterrey (Mèxic)
5. Darío Castrillón Hoyos (4 de juliol 1929), cardenal diaca de S. Nome de Maria al Foro Traiano, prefecte de la Congregació per al Clergat (Colòmbia)
6. Rodolfo Quezada Toruño (8 de maig 1932), cardenal del títol de S. Saturnino, arquebisbe de Guatemala (Guatemala)
7. Pedro Rubiano Sáenz (13 de setembre 1932), cardenal del títol de Trasfigurazione di Nostro Signor Gesù Cristo, arquebisbe de Bogotà (Colòmbia)
8. Eusébio Oscar Scheid, S.C.I. (8 de desembre 1932), cardenal del títol de Ss. Bonifacio ed Alessio, arquebisbe de Rio de Janeiro (Brasil)
9. Javier Lozano Barragán (26 de gener 1933), cardenal diaca de S. Michele Arcangelo, arquebisbe emèrit de Zacatecas, president del Pontifici Consell per a la Pastoral de la Salut (Mèxic)
10. Juan Sandoval Íñiguez (28 de març 1933), cardenal del títol de N. Signora de Guadalupe e S. Filipo Martire in Via Aurelia, arquebisbe de Guadalajara (Mèxic)
11. Francisco Javier Errazúriz Ossa, I.P.S. (5 de setembre 1933), cardenal del títol de S. Maria della Pace, arquebisbe de Santiago de Xile (Xile)
12. Geraldo Majella Agnelo (19 d'octubre 1933), cardenal del títol de S. Gregorio Magno alla Magliana, arquebisbe de Salvador de Bahía (Brasil)
13. Clâudio Hummes, O.F.M. (8 d'agost 1934), cardenal del títol de S. Antonio de Padova in Via Merulana, arquebisbe emèrit de Sāo Paulo, prefecte de la Congregació per al Culte Diví i la Disciplina dels Sacraments (Brasil)
14. Alfonso López Trujillo (8 de novembre 1935), cardenal bisbe de Frascati, arquebisbe emèrit de Medellín, president del Pontifici Consell per a la Família (Colòmbia)
15. Julio Terrazas Sandoval, C.SS.R. (7 de març 1936), cardenal del títol de S. Giovanni Battista de' Rossi, arquebisbe de Santa Cruz de la Sierra (Bolívia)
16. Jaime Lucas Ortega y Alamino (18 d'octubre 1936), cardenal del títol de Ss. Aquila e Priscilla, arquebisbe de San Cristóbal de l'Havana (Cuba)
17. Nicolás de Jesús López Rodríguez (31 d'octubre 1936), cardenal del títol de S. Pio X alla Balduina, arquebisbe de Santo Domingo (República Dominicana)
18. Jorge Mario Bergoglio, S.J. (17 de desembre 1936), cardenal del títol de S. Roberto Bellarmino, arquebisbe de Buenos Aires (Argentina)
19. Norberto Rivera Carrera (6 de setembre 1942), cardenal del títol de S. Francesco d'Assisi a Ripa Grande, arquebisbe de Ciutat de Mèxic (Mèxic)
20. Óscar Andrés Rodríguez Madariaga, S.D.B. (29 de desembre 1942), cardenal del títol de S. Maria della Speranza, arquebisbe de Tegucigalpa (Hondures)
21. Juan Luis Cipriani Thorne, Opus Dei (28 de desembre 1943), cardenal del títol de S. Camillo de Lellis, arquebisbe de Lima (Perú)

### Amèrica del Nord
1. William Wakefield Baum (24 de novembre 1926), cardenal del títol de S. Croce in Via Flaminia, arquebisbe emèrit de Washington D.F., penitenciari major emèrit. Va ser un dels dos únics cardenals electors supervivents dels nomenats per Pau VI, i que per tant havien assistit a tres conclaves (E.U.A.)
2. Edmund Casimir Szoka (14 de setembre 1927), cardenal del títol de Ss. Andrea e Gregorio al Celio, arquebisbe emèrit de Detroit, president del Consell de Govern de la Ciutat del Vaticà (E.U.A.)
3. Aloysius Matthew Ambrozic (27 de gener 1930), cardenal del títol de Ss. Marcellino e Pietro, arquebisbe de Toronto (Canadà)
4. Adam Joseph Maida (18 de març 1930), cardenal del títol de Ss. Vitale, Valeria, Gervasio e Protasio, arquebisbe de Detroit (E.U.A.)
5. Theodore Edgar McCarrick (7 de juliol 1930), cardenal del títol de Ss. Nereo ed Achilleo, arquebisbe de Washington D.F. (E.U.A.)
6. Francis Eugene George, O.M.I. (26 de setembre 1930), cardenal del títol de S. Bartolomeo all'Isola, arquebisbe de Chicago (E.U.A.)
7. William Henry Keeler (4 de març 1931), cardenal del títol de S. Maria degli Angeli, arquebisbe de Baltimore (E.E.A.)
8. Bernard Francis Law (4 de novembre 1931), cardenal del títol de S. Susanna, arquebisbe emèrit de Boston, arxipreste de la Patriarcal Basílica Liberiana de Santa Maria la Major (E.U.A.)
9. Edward Michael Egan (2 de març 1932), cardenal del títol de Ss. Giovanni e Paolo, arquebisbe de Nova York (E.U.A.)
10. James Francis Stafford (26 de juliol 1932), cardenal diaca de Gesù Buon Pastore alla Montagnola, arquebisbe emèrit de Denver, penitenciari major (E.U.A.)
11. Justin Francis Rigali (19 de març 1935), cardenal del títol de S. Prisca, arquebisbe de Filadèlfia (E.U.A.)
12. Roger Michael Mahony (27 de febrer 1936), cardenal del títol de Ss. Quattro Coronati, arquebisbe de Los Angeles (E.U.A.)
13. Jean-Claude Turcotte (24 de juny 1936), cardenal del títol de N. Signora del SS. Sagramento e Ss. Martiri Canadesi, arquebisbe de Montréal (Canadà)
14. Marc Ouellet, P.S. S. (8 de juny 1944), cardenal del títol de S. Maria in Traspontina, arquebisbe de Quebec (Canadà)

### Àfrica
1. Bernard Agré (2 de març 1926), cardenal del títol de S. Giovanni Crisostomo a Monte Sacro Alto, arquebisbe d'Abidjan (Costa d'Ivori)
2. Emmanuel Wamala (15 de desembre 1926), cardenal del títol de S. Ugo, arquebisbe de Kampala (Uganda)
3. Christian Wiyghan Tumi (15 d'octubre 1930), cardenal del títol de Ss. Martiri dell'Uganda a Poggio Armeno, arquebisbe de Douala (Camerun)
4. Frédéric Etsou-Nzabi-Bamungwabi (3 de desembre 1930), cardenal del títol de S. Lucia a Piazza d'Armi, arquebisbe de Kinshasa (República Democràtica del Congo)
5. Francis Arinze (1 de novembre 1932), cardenal del títol pro illa vice de S. Giovanni della Pigna, arquebisbe emèrit d'Onitsha, prefecte de la Congregació per al Culte Diví i la Disciplina dels Sagraments (Nigèria)
6. Anthony Olubunmni Okogie (16 de juny 1936), cardenal del títol de la Beata Vergine Maria del Monte Carmelo a Mostaggiano, arquebisbe de Lagos (Nigèria)
7. Gabriel Zubeir Wako (27 de febrer 1941), cardenal del títol de S. Atanasio a Via Tiburtina, arquebisbe de Khartum (Sudan)
8. Wilfrid Fox Napier, O.F.M. (8 de març 1941), cardenal del títol de S. Francesco d'Assisi ad Acilia, arquebisbe de Durban (Sud-àfrica)
9. Polycarp Pengo (5 d'agost 1944), cardenal del títol de Nostra Signora de La Salette, arquebisbe de Dar es Salaam (Tanzània)
10. Peter Kodwo Appiah Turkson (11 d'octubre 1948), cardenal del títol de S. Liborio, arquebisbe de Cape Coast (Ghana)
11. Armand Razafindratandra, cardenal del títol de Ss. Silvestro e Martino ai Monti, arquebisbe d'Antananarivo (Madagascar)

### Àsia
1. Varkey Vithayathil, C.SS.R. (29 de maig 1927), cardenal del títol de S. Bernardo alle Terme, arquebisbe major d'Ernakulam-Angamaly dels Sirio-Malabars (Índia)
2. Peter Seiichi Shirayanagi (17 de juny 1928), cardenal del títol de S. Emerenziana a Tor Fiorenza, arquebisbe emèrit de Tòquio (Japó)
3. Michael Michai Kitbunchu (25 de gener 1929), cardenal del títol de S. Lorenzo in Panisperna, arquebisbe de Bangkok (Tailàndia)
4. Stephen Fumio Hamao (9 de març 1930), cardenal diaca de S. Giovanni Bosco in via Tuscolana, president del Consell de la Pastoral per als Migrants i les Persones Transeünts (Japó)
5. Ignace Moussa I Dauod (18 de setembre 1930), cardenal bisbe, patriarca emèrit d'Antioquia dels Sirians, prefecte de la Congregació per a les Esglésies de Ritu Oriental (Síria)
6. Jean-Baptiste Pham Minh Man (1934), cardenal del títol de S. Giustino, arquebisbe de Hanoi (Vietnam)
7. Jaime Lachica Sin (31 d'agost 1928), cardenal del títol del S. Maria ai Monti, arquebisbe emèrit de Manila (Filipines)
8. Ricardo Jamin Vidal (6 de febrer 1931), cardenal del títol de Ss. Pietro e Paolo a Via Ostiense, arquebisbe de Cebú (Filipines)
9. Julius Riyadi Darmaatmadja, S.J. (20 de desembre 1934), cardenal del títol de S. Cuore di Maria, arquebisbe de Djakarta (Indonèsia)
10. Ivan Dias (10 d'abril 1936), cardenal del títol de S. Spirito alla Ferratella, arquebisbe de Bombai (Índia)
11. Telesphore Placidus Toppo (15 d'octubre 1939), cardenal del títol de Sacro Cuore di Gesù Agonizzante a Vitinia, arquebisbe de Ranchi (Índia)

### Europa
1. Marco Cé (8 de juliol 1925), cardenal del títol de S. Marco, arquebisbe-patriarca emèrit de Venècia (Itàlia)
2. Francisco Álvarez Martínez (14 de juliol 1925), cardenal del títol de S. Maria "Regina Pacis" a Monte Verde, arquebisbe emèrit de Toledo (Espanya)
3. Desmond Connell (24 de març 1926), cardenal del títol de S. Silvestro in Capite, arquebisbe emèrit de Dublín (Irlanda)
4. Agostino Cacciavillan (14 d'agost 1926), cardenal diaca de Ss. Angeli Custodi a Città Giardino, president emèrit de l'Administració del Patrimoni de la Santa Seu (Itàlia)
5. Marian Jaworski (21 d'agost 1926), cardenal del títol de S. Sisto, arquebisbe de Lviv dels Llatins (Ucraïna)
6. Jean-Marie Lustiger (17 de setembre 1926), cardenal del títol de S. Luigi dei Francesi, arquebisbe emèrit de París (França)
7. Ricard Maria Carles i Gordó (24 de setembre 1926), cardenal del títol de S. Maria Consolatrice al Tiburtino, arquebisbe emèrit de Barcelona (Espanya)
8. Carlo María Martini, S.J. (15 de febrer 1927), cardenal del títol de S. Cecilia, arquebisbe emèrit de Milà (Itàlia)
9. Eduardo Martínez Somalo (31 de març 1927), cardenal del títol pro illa vice del S. Nome di Gesù, camerleng de la Santa Església Romana (Espanya)
10. Joseph Ratzinger, 16 d'abril 1927, cardenal bisbe d'Ostia i de Velletri-Segni, degà del Sacre Col·legi Cardenalici, prefecte de la Congregació per a la Doctrina de la Fe, arquebisbe emèrit de Múnic-Freising. Era un dels dos únics cardenals electors supervivents dels nomenats per Pau VI, i que per tant havien assistit a tres conclaves. Va resultar elegitt papa amb el nom de Benet XVI (Alemanya)
11. László Paskai, O.F.M. (8 de maig 1927), cardenal del títol de S. Teresa al Corso, arquebisbe emèrit d'Esztergom-Budapest (Hongria)
12. Franciszek Macharski (20 de maig 1927), cardenal del títol de S. Giovanni a Porta Latina, arquebisbe de Cracòvia (Polònia)
13. Angelo Sodano (23 de novembre 1927), cardenal bisbe d'Albano i del títol in commendam de S. Maria Nuova, vicedegà del Sacre Col·legi Cardenalici, Secretari d'Estat (Itàlia)
14. Friedrich Wetter (20 de febrer 1928), cardenal del títol de S. Stefano al Monte Celio, arquebisbe de Múnic-Freising (Alemanya)
15. Giacomo Biffi (13 de juny 1928), cardenal del títol de Ss. Giovanni Evangelista e Petronio, arquebisbe de Bolonya (Itàlia)
16. Francesco Marchisano (25 de juny 1929), cardenal diaca de S. Lucia al Gonfalone, arxipreste de la Basílica de Sant Pere, vicari de la Ciutat del Vaticà (Itàlia)
17. Mario Francesco Pompedda (18 d'abril 1929), cardenal diaca de la Annunciazione della Beata Vergine Maria a Via Ardeatina, prefecte del Suprem Tribunal de la Signatura Apostòlica (Itàlia)
18. Józef Glemp (18 de desembre 1929), cardenal del títol de S. Maria in Trastevere, arquebisbe de Varsòvia (Polònia)
19. Julián Herranz Casado, Opus Dei (31 de març 1930), cardenal diaca de S. Eugenio, antic president del Pontifici Consell per a la Interpretació dels Textos Legislatius (Espanya)
20. Paul Poupard (30 d'agost 1930), cardenal del títol de S. Prassede, president del Pontifici Consell de la Cultura (França)
21. Salvatore De Giorgi (6 de setembre 1930), cardenal del títol de S. Maria in Ara Coeli, arquebisbe de Palerm (Itàlia)
22. Michele Giordano (26 de setembre 1930), cardenal del títol de S. Gioacchino ai Prati di Castello, arquebisbe de Nàpols (Itàlia)
23. Janis Pujats (14 de novembre 1930), cardenal del títol de S. Silvia, arquebisbe de Riga (Letònia)
24. Bernard Panafieu (26 de gener 1931), cardenal del títol de S. Gregorio Barbarigo alle Tre Fontane, arquebisbe de Marsella (França)
25. Camillo Ruini (19 de febrer 1931), cardenal del títol de S. Agnese Fuori le Mura, Vicari General per a la diòcesi de Roma i president de la Conferència Episcopal Italiana (Itàlia)
26. Sergio Sebastiani (11 d'abril 1931), cardenal diaca de S. Eustachio, president de la Prefectura per als Afers Econòmics de la Santa Seu (Itàlia)
27. Adrianus Johannes Simonis (26 de novembre 1931), cardenal del títol de S. Clemente, arquebisbe d'Utrecht (Holanda)
28. José Saraiva Martins, C.M.F. (6 de gener 1932), cardenal diaca de N. Signora del Sacro Cuore, prefecte de la Congregació de les Causes dels Sants (Portugal)
29. Miloslav Vlk (17 de maig 1932), cardenal del títol de S. Croce in Gerusalemme, arquebisbe de Praga (República Txeca)
30. Henri Schwery (14 de juny 1932), cardenal del títol de Ss. Protomartiri a Via Aurelia Antica, bisbe emèrit de Sion (Suïssa)
31. Cormac Murphy-O'Connor (24 d'agost 1932), cardenal del títol de S. Maria sopra Minerva, arquebisbe de Westminster (Anglaterra)
32. Renato Raffaele Martino (23 de novembre 1932), cardenal diaca de S. Francesco di Paola ai Monti, president del Pontifici Consell Justícia i Pau (Itàlia)
33. Lubomyr Húsar, M.S.O. (26 de febrer 1933), cardenal del títol de S. Sofia in Via Boccea, arquebisbe major de Lviv dels Ucraïnesos (Ucraïna)
34. Walter Kasper (5 de març 1933), cardenal diaca d'Ognissanti in Via Appia Nuova, president del Pontifici Consell per a la Promoció de la Unitat dels Cristians (Alemanya)
35. Severino Poletto (18 de març 1933), cardenal del títol pro illa vice de S. Giuseppe in Via Trionfale, arquebisbe de Torí (Itàlia)
36. Godfried Danneels (4 de juny 1933), cardenal del títol de S. Anastasia, arquebisbe de Malines-Brussel·les (Bèlgica)
37. Joachim Meisner (25 de desembre 1933), cardenal del títol de S. Pudenziana, arquebisbe de Colònia (Alemanya)
38. Giovanni Battista Re (30 de gener 1934), cardenal bisbe de Sabina-Poggio Mirteto, prefecte de la Congregació per als Bisbes (Itàlia)
39. Dionigi Tettamanzi (14 de març 1934), cardenal del títol de Ss. Ambrogio e Carlo, arquebisbe de Milà (Itàlia)
40. Carlos Amigo Vallejo, O.F.M. (23 d'agost 1934), cardenal del títol de S. Maria in Monserrato degli Spagnoli, arquebisbe de Sevilla (Espanya)
41. Tarcisio Bertone, S.D.B. (2 de desembre 1934), cardenal del títol de S. Maria Ausiliatrice in Via Tuscolana, arquebisbe de Gènova (Itàlia)
42. Georg Maximilian Sterzinsky (9 de febrer 1936), cardenal del títol de S. Giuseppe all'Aurelio, arquebisbe de Berlín (Alemanya)
43. José da Cruz Policarpo (26 de febrer 1936), cardenal del títol de S. Antonio in Campo Marzio, arquebisbe-patriarca de Lisboa (Portugal)
44. Karl Lehmann (16 de març 1936), cardenal del títol de S. Leone I papa, bisbe de Magúncia (Alemanya)
45. Antonio María Rouco Varela (24 d'agost 1936), cardenal del títol de S. Lorenzo in Damaso, arquebisbe de Madrid (Espanya)
46. Ennio Antonelli (18 de novembre 1936), cardenal del títol de S. Andrea delle Fratte, arquebisbe de Florència (Itàlia)
47. Audrys Juozas Bačkis (1 de febrer 1937), cardenal del títol de la Natività di N. Signore Gesù Cristo a Via Gallia, arquebisbe de Vílnius (Lituània)
48. Attilio Nicora (16 de març 1937), cardenal diaca de S. Filippo Neri in Eurosia, president de l'Administració del Patrimoni de la Seu Apostòlica (Itàlia)
49. Keith Michael Patrick O'Brien (17 de març 1938), cardenal del títol de Ss. Gioacchino ed Anna al Tuscolano, arquebisbe d'Edimburg (Escòcia)
50. Zenon Grocholewski (11 d'octubre 1939), cardenal diaca de S. Nicola in Carcere, prefecte de la Congregació per a l'Educació Catòlica, gran canceller de la Pontifícia Universitat Gregoriana, president de múltiples organismes vaticans relacionats amb l'educació i la cultura (Polònia)
51. Angelo Scola (7 de novembre 1941), cardenal del títol de Ss. XII Apostoli, arquebisbe-patriarca de Venècia (Itàlia)
52. Crescenzio Sepe (2 de febrer 1943), cardenal diaca de Dio Padre Misericordioso, prefecte de la Congregació per a l'Evangelització dels Pobles (Itàlia)
53. Jean-Louis-Pierre Tauran (5 d'abril 1943), cardenal diaca de S. Apollinare alle Terme Neroniane-Alessandrine, arxiver i bibliotecari de la Santa Església Romana (França)
54. Christoph Schönborn, O.P. (22 de gener 1945), cardenal del títol de Gesù Divin Lavoratore, arquebisbe de Viena (Àustria)
55. Vinko Puljic (8 de setembre 1945), cardenal del títol de S. Chiara in Vigna Clara, arquebisbe de Vrhbosna (Bòsnia i Hercegovina)
56. Josip Bozanić (20 de març 1949), cardenal del títol de S. Girolamo dei Croati, arquebisbe de Zagreb (Croàcia)
57. Philippe-Xavier-Christian-Ignace-Marie Barbarin (17 d'octubre 1950), cardenal del títol de SS. Trinità al Munti Pincio, arquebisbe de Lió (França)
58. Péter Erdö (25 de juny 1952), cardenal del títol de S. Balbina, arquebisbe d'Esztergom-Budapest (Hongria)

### Oceania
1. Thomas Stafford Williams (21 de març 1930), cardenal del títol de Gesù Divin Maestr0 alla Pineta Sacchetti, arquebisbe emèrit de Wellington (Nova Zelanda)
2. George Pell (8 de juny 1941), cardenal del títol de S. Maria Domenica Mazzarello, arquebisbe de Sydney (Austràlia)

### Resum
| Amèrica Llatina  | 21  |
| Amèrica del Nord | 14  |
| Àfrica           | 11  |
| Àsia             | 11  |
| Europa           | 58  |
| Oceania          | 2   |
| Total            | 117 |

Dels quals: 
- 5 eren cardenals bisbes (Amèrica Llatina 1; Àsia 1; Europa 3)
- 95 eren cardenals preveres o de títol (Amèrica Llatina 17: Amèrica del Nord 13; Africa 11; Àsia 9; Europa 43; Oceania 2)
- 17 eren cardenals diaques (Amèrica Llatina 3; Amèrica del Nord 1: Àsia 1; Europa 12)